# 片岡とも
片岡とも（かたおか とも、本名：片岡 智晴、1967年（昭和42年）10月23日 - ）は、ねこねこソフトの代表・シナリオライター。東京都立大学経済学部卒。

## 経歴
同人サークル『ステージなな』のメンバーとしてグラフィックを担当、後に実兄片岡せいやん（本名、片岡清司）とねこねこソフトを立ち上げた際、シナリオライターだけが居ない状態で知識が豊富だという理由でシナリオライターに転向。『みずいろ』などのヒット作を生み出すが、スタッフ20名を超え、月額700万円、雑費込みで年間1億円の維持費が掛かるという大規模なものになり、ねこねこソフトの考え方や姿勢ではこのまま生き続けていく事が無理だと判断して、2006年（平成18年）1月20日、『Scarlett 〜スカーレット〜』をもってねこねこソフトでの活動を終了すると宣言した。新たに設立されたコットンソフトには加わらず、渡米しハリウッドに挑戦すると述べるが、2008年（平成20年）7月16日、「『作りたいモノがあり、作れる状況にあり、PCプラットが最も似合うと思える』この条件を満たした時に、ねこねこソフトとして制作する」と、ねこねこソフト活動再開を表明、現在に至る。
2018年、中国の四川省で新ブランド「Nekoday」（成都猫之日网络科技有限公司）を発足し、2019年に日中合同制作による新作AVG『Christmas Tina ‐泡沫冬景‐』を発表。

## 思想
シナリオでは日常の何気ないシーンでも、別の角度からのアプローチなどで「無」から「有」を描くのが上手く、また音楽や演出との相乗効果で「独特の雰囲気」「独特の世界観」を作り上げるのが得意。また独特のフレーズも特徴。出来ればエロでも過激な暴力描写もない、しかし18歳以上でなければ共感し得ないという18禁ゲームの作成を目指している。また、『120円の冬』のように「どうしても無理なエロは入れるべきでない」という考えを持ってもいる。
経営面ではゲームソフトの売り上げ以外では利益を上げないという考えを持っており、アンケートを送ったユーザーに対して商品として販売しても充分な内容の『おかえしディスク』を無料で送付したり、関連商品も値段を抑えたものになっている。そのためたびたび会社の経営を危うくする元となっている。

## 主な著作
- White 〜セツナサのカケラ〜
- 銀色（1章、完全版OP「ぎんいろ」作詞）
- みずいろ（早坂日和、ν早坂日和（DC版、PS2版のみ）、OP「みずいろ」・挿入歌「ごめんね…」作詞）
- 朱 -Aka-（1章、4章、OP「砂銀」・挿入歌「朱」「砂の城-The Castle of Sand-」・イメージソング「Desert-Duo」作詞）
- ラムネ（近衛七海、佐倉裕美（PS2版のみ）、OP「なんてね76's」・ED「ラムネ」作詞）
- 120円の春（冬、夏、秋、春）
- サナララ（椎名希未）
- narcissu（セツミ）
- Scarlett 〜スカーレット〜（プロローグ、1章、2章、4章）
- narcissu SIDE 2nd
- ナルキッソス小説本 サイドストーリー
- 水のマージナル上巻
- C62 ねこドラマCD オマケシナリオ
- C65 ねこドラマCD 120円の夏
- C66 ねこドラマCD 120円販促用、佐倉ショートシナリオ
- C67 ねこドラマCD 120円の冬お正月編、億万長者
- C68 ねこドラマCD 120円の夏・番外編
- C69 ねこドラマCD ラムネ 巫女アルバイト編
- MF文庫J『ナルキッソス』
- narcissu 3rd - Die Dritte welt-（小さなイリス）
- そらいろ（友坂つばめ、OP「そらいろ」・挿入歌「ハマナス」作詞）
- ゆきいろ 〜空に六花の住む町〜
- サナララR[1]
- すみれ
- ナルキッソス -スミレ-
- ナルキッソス -姫子エピローグ-
- ナルキッソス -ゼロ-
- ラムネ2
- ルリのかさね ～いもうと物語り～
- 冬のポラリス(Winter Polaris)
- 冬のポラリス アペンドディスク(ツバキ)
- ねこねこファンディスク4
- Christmas Tina ‐泡沫冬景‐
- 神の国の魔法使い
- 新宿葬命[2]

## 人物
- 幼馴染キャラに思い入れがあり、「幼なじみ評論家国内ベスト100」を自称している。
- 麻雀好きで、それをきっかけで『麻雀』が作られたとMMR日記（ねこねこソフトHPのスタッフ日記）で語られている。後にパチスロにハマる。
- 声優の夏野こおりのファンである。サナララぷちビジュアルファンブック・44ページにおいて自身がシナリオを担当する椎名希未役に「夏野を起用してくれたらやる気が3割上がる」とディレクターに直訴していたことや、2012年8月1日のMMR日記においてコットンソフトの『終わる世界とバースデイ』で一番好きなキャラに「夏野が演じているから」という理由で織塚美咲を挙げている。